# Dietil etar
Dietil etar (etil etar, ili jednostavno etar) je organsko jedinjenje iz etarske klase sa formulom (C
2H
5)
2O. On je bezbojna, visoko isparljiva zapaljiva tečnost sa karakterističnim mirisom. On je u širokoj upotrebi kao rastvarač i svojevremeno je se koristio kao generalni anestetik. Etar as delimično rastvoran u vodi (6.9 g/100 mL).

## Primena
On je veoma važan rastvarač u proizvodnji celulozne plastike kao što je celuloza acetat.

### Gorivo
Dietil etar ima visoki cetanski broj od 85-96, i koristi se kao početni fluid dizel i benzinskih motora zbog njegove visoke isparljivosti i niske temperature samozapaljivanja. On se iz istog razloga koristi kao komponenta u mešavinama goriva za modele motora sa karburatorskim kompresionim paljenjem.

### Laboratorijska upotreba
Dietil etar je uobičajeni laboratorijski rastvarač. Njegova rastvorljivost u vodi je ograničena, iz kog razloga se koristi za tečnost-tečnost ekstrakciju. Kad se koristi sa vodenim rastvorima, organski slog dietil etra je iznad zbog manje gustine od vode. On se često koristi kao rastvarač za Grignardovu reakciju i niz drugih reakcija sa organometalnim reagensima. Zbog njegove primene u proizvodnji nedopuštenih supstanci, on je svrstan u tabelu II prekurzora pod konvencijom Ujedinjenih naroda protiv nezakonitog prometa opojnim drogama i psihotropnim materijama.

## Literatura
1. ↑  Joanne Wixon; Douglas Kell (2000). „Website Review: The Kyoto Encyclopedia of Genes and Genomes — KEGG”. Yeast. 17 (1): 48—55. doi:10.1002/(SICI)1097-0061(200004)17:1<48::AID-YEA2>3.0.CO;2-H.
2. ↑   уреди
3. ↑  Evan E. Bolton; Yanli Wang; Paul A. Thiessen; Stephen H. Bryant (2008). „Chapter 12 PubChem: Integrated Platform of Small Molecules and Biological Activities”. Annual Reports in Computational Chemistry. 4: 217—241. doi:10.1016/S1574-1400(08)00012-1.
4. ↑  „Ethyl Ether MSDS”. J.T. Baker. Архивирано из оригинала 28. 03. 2012. г. Приступљено 24. 6. 2010.
5. ↑  „INCHEM - Diethyl ether”.
6. ↑  „Ethers, by Lawrence Karas and W. J. Piel”. Kirk‑Othmer Encyclopedia of Chemical Technology. John Wiley & Sons, Inc. 2004.
7. ↑  „Extra Strength Starting Fluid: How it Works”. Valvovine. Архивирано из оригинала 27. 9. 2007. г. Приступљено 5. 9. 2007.
8. ↑  „Microsoft Word - RedListE2007.doc” (PDF). Архивирано из оригинала (PDF) 27. 02. 2008. г. Приступљено 03. 09. 2011.

## Spoljašnje veze
Mediji vezani za članak Dietil etar na Vikimedijinoj ostavi

- „Mihael Faradejova najava etra kao anestetika 1818”. Архивирано из оригинала 22. 05. 2011. г. Приступљено 03. 09. 2011.
- Proračun pritiska pare, gustine tečnosti, dinamičke viskoznosti tečnosti, i površinskog napona dietil etra